# Americano do Brasil
Americano do Brasil, amtlich portugiesisch Município de Americano do Brasil, ist eine kleine brasilianische politische Gemeinde im Bundesstaat Goiás. Sie liegt westsüdwestlich der brasilianischen Hauptstadt Brasília und westnordwestlich von Goiânia, der Hauptstadt des Bundesstaates. Die Bevölkerung wurde zum 1. Juli 2019 auf 6111 Einwohner geschätzt, die auf einer Gemeindefläche von rund 133,6 km² leben.
Benannt ist der Munizip nach dem Arzt und Schriftsteller Antônio Americano do Brasil (1892–1932).

## Geographische Lage
Das Territorium von Americano do Brasil grenzt
- von Südwest bis Nord an die Gemeinde Mossâmedes
- im Osten an Itaberaí
- im Süden an Anicuns